# Torsten Fogelqvist
Torsten Fogelqvist, född 25 januari 1880 i Lidköping, död 23 januari 1941 i Smedjebacken, var en svensk författare, publicist och psalmförfattare. Han var son till prosten Johan Fogelqvist.

## Biografi
Efter studier i Uppsala ägnade sig Fogelqvist åt folkbildningsarbete, blev 1908 lärare vid Brunnsviks folkhögskola och var 1912–1918 skolans rektor. Från 1918 verkade han även som journalist, först som redaktör för Aftontidningen 1918–1919, sedan som kulturell och politisk medarbetare i Dagens Nyheter. Han blev 1927 filosofie hedersdoktor vid Uppsala universitet och från 1931 innehavare av stol nummer 11 i Svenska Akademien.
Torsten Fogelqvist var ledamot i psalmbokskommittéerna 1936 och 1937. Han diktade inte själv psalmer, men bidrog med bearbetningar till den innehållsliga modernisering som 1937 års psalmbok innebar, bland annat genom en språklig översyn av Stilla natt.
Under 1920-talet var Fogelqvist en tidig kritiker av Rasbiologiska institutet och dess chef Herman Lundborgs metoder.
Han framträdde först som poet med diktsamlingarna På vaxtavla (1912) och Sånger till den förlorade skönheten (1915). Han utgav senare essäsamlingar och reseskildringar som Bok och svärd (1917), Allvarsmän och narrar (1921), Från Söderköping till Rom (1924), På resa och rot (1926), samt Minnen, meningar och melodier (1930). Fogelqvist utgav även biografier, bland annat en över Erik Axel Karlfeldt (1931).
Fogelqvist var först gift med Alice Ringborg, dotter till Edward Ringborg, och därefter med Cissi Günther, syster till Christian Günther. Torsten Fogelqvist är begravd på Matteus begravningsplats i Norrköping.